# Eloy Room
Pour les articles homonymes, voir Room.
Eloy Room, né le 6 février 1989 à Nimègue aux Pays-Bas, est un footballeur international curacien jouant comme gardien de but.

## Biographie

### Parcours en club

#### Numéro 2 au PSV Eindhoven
Après une Coupe caribéenne des nations et une Gold Cup réussies, Eloy Room est transféré au PSV Eindhoven le 16 août 2017.

#### Nouveau statut en MLS
Lors de la Gold Cup 2019, il s'illustre avec les curaciens en atteignant les quarts-de-finale (défaite 1-0 face aux États-Unis). Quelques jours plus tard, il s'engage en MLS avec le Crew de Columbus le 5 juillet 2019. Après cinq saisons, 102 rencontres disputées et une Coupe MLS remportée en 2020, Eloy Room et le Crew de Columbus conviennent d'une rupture à l'amiable du gardien curacien le 17 juillet 2023.

#### Retour au Vitesse Arnhem
Au lendemain de la rupture de son contrat avec le Crew de Columbus, le 18 juillet 2023, Eloy Room rejoint son club formateur du Vitesse Arnhem pour lequel il signe un bail de deux ans.

## Palmarès

### En club
Vitesse Arnhem
- Vainqueur de la Coupe des Pays-Bas en 2017

 PSV Eindhoven
- Champion des Pays-Bas en 2018

 Crew de Columbus
- Vainqueur de la Coupe MLS en 2020

### En équipe nationale
Curaçao
- Vainqueur de la Coupe caribéenne des nations en 2017

## Statistiques
| Saison                | Club                   | Championnat           | Championnat | Championnat | Coupe(s) nationale(s) | Coupe(s) nationale(s) | Compétition(s) continentale(s) | Compétition(s) continentale(s) | Compétition(s) continentale(s) | Séries | Séries | Curaçao | Curaçao | Total | Total |
| Saison                | Club                   | Division              | M.          | B.          | M.                    | B.                    | Comp.                          | M.                             | B.                             | M.     | B.     | M.      | B.      | M.    | B.    |
| 2008-2009             | Vitesse Arnhem         | Eredivisie            | 3           | 0           | 0                     | 0                     | -                              | -                              | -                              | -      | -      | -       | -       | 3     | 0     |
| 2009-2010             | Vitesse Arnhem         | Eredivisie            | 3           | 0           | 0                     | 0                     | -                              | -                              | -                              | -      | -      | -       | -       | 3     | 0     |
| 2010-2011             | Vitesse Arnhem         | Eredivisie            | 33          | 0           | 3                     | 0                     | -                              | -                              | -                              | -      | -      | -       | -       | 36    | 0     |
| 2011-2012             | Vitesse Arnhem         | Eredivisie            | 2           | 0           | 1                     | 0                     | -                              | -                              | -                              | -      | -      | -       | -       | 3     | 0     |
| 2012-2013             | Vitesse Arnhem         | Eredivisie            | 2           | 0           | 4                     | 0                     | -                              | -                              | -                              | -      | -      | -       | -       | 6     | 0     |
| 2013-2014             | Go Ahead Eagles (prêt) | Eredivisie            | 20          | 0           | 2                     | 0                     | -                              | -                              | -                              | -      | -      | -       | -       | 22    | 0     |
| 2014-2015             | Vitesse Arnhem         | Eredivisie            | 23          | 0           | 3                     | 0                     | -                              | -                              | -                              | 4      | 0      | 3       | 0       | 33    | 0     |
| 2015-2016             | Vitesse Arnhem         | Eredivisie            | 34          | 0           | 0                     | 0                     | C3                             | 2                              | 0                              | -      | -      | 6       | 0       | 42    | 0     |
| 2016-2017             | Vitesse Arnhem         | Eredivisie            | 33          | 0           | 5                     | 0                     | -                              | -                              | -                              | -      | -      | 9       | 0       | 47    | 0     |
| Sous-total            | Sous-total             | Sous-total            | 133         | 0           | 16                    | 0                     | -                              | 2                              | 0                              | 4      | 0      | 18      | 0       | 173   | 0     |
| 2017-2018             | PSV Eindhoven          | Eredivisie            | 3           | 0           | 0                     | 0                     | -                              | -                              | -                              | 0      | 0      | 3       | 0       | 6     | 0     |
| 2018-2019             | PSV Eindhoven          | Eredivisie            | 0           | 0           | 2                     | 0                     | C1                             | 0                              | 0                              | 0      | 0      | 10      | 0       | 12    | 0     |
| Sous-total            | Sous-total             | Sous-total            | 3           | 0           | 2                     | 0                     | -                              | 0                              | 0                              | 0      | 0      | 13      | 0       | 18    | 0     |
| 2019                  | Crew de Columbus       | MLS                   | 12          | 0           | 0                     | 0                     | -                              | -                              | -                              | -      | -      | 4       | 0       | 16    | 0     |
| 2020                  | Crew de Columbus       | MLS                   | 17          | 0           | -                     | -                     | -                              | -                              | -                              | 2      | 0      | -       | -       | 19    | 0     |
| 2021                  | Crew de Columbus       | MLS                   | 30          | 0           | -                     | -                     | LCC                            | 4                              | 0                              | -      | -      | 6       | 0       | 40    | 0     |
| 2022                  | Crew de Columbus       | MLS                   | 34          | 0           | 0                     | 0                     | -                              | -                              | -                              | -      | -      | 3       | 0       | 37    | 0     |
| 2023                  | Crew de Columbus       | MLS                   | 3           | 0           | 0                     | 0                     | -                              | -                              | -                              | -      | -      | 3       | 0       | 6     | 0     |
| Sous-total            | Sous-total             | Sous-total            | 96          | 0           | 0                     | 0                     | -                              | 4                              | 0                              | 2      | 0      | 16      | 0       | 118   | 0     |
| 2023-2024             | Vitesse Arnhem         | Eredivisie            | 34          | 0           | 0                     | 0                     | -                              | -                              | -                              | -      | -      | -       | -       | 34    | 0     |
| 2024-2025             | Cercle Bruges KSV      | Division 1A           | 0           | 0           | 2                     | 0                     | C3+C4                          | -                              | -                              | -      | -      | -       | -       | 2     | 0     |
| Total sur la carrière | Total sur la carrière  | Total sur la carrière | 286         | 0           | 22                    | 0                     | -                              | 6                              | 0                              | 6      | 0      | 47      | 0       | 367   | 0     |